# در سراسر جهان
در سراسر جهان (به انگلیسی: All Around the World) آهنگ جاستین بیبر، خوانندهٔ نوجوان کانادایی است که در ۴ مارس ۲۰۱۳ پخش شده است.